# Pedro (homem claríssimo)
Pedro (em latim: Petrus) foi um homem claríssimo (vir clarissimus) romano que habitou Roma no século V. É citado como o proprietário de uma tumba na cidade onde um certo João, de 14 anos, foi enterrado. Possivelmente este João era seu filho.